# ARS Palma del Río
El ARS Palma del Río es un equipo español de balonmano de la ciudad de Palma del Río (Córdoba) España, fundado en 1973, y que actualmente participa en Primera Nacional. Rodrigo Corredera es el jugador más famoso de este club.

## Historia
Fue en el año 1973 cuando la Asociación Recreativa Salesiana decidió inscribirse a nivel provincial en la liga de Córdoba. Esa primera temporada terminó como 5º clasificado de la provincia y dos temporadas después consiguió el primer campeonato provincial juvenil. Este título provincial les dio derecho a jugar la fase de sector en Puertollano (Ciudad Real) enfrentándose al Atlético de Madrid.
En la temporada 1976/77, en su primer año como equipo senior, consiguió el campeonato Provincial Senior participando en el Sector de Puertollano (Ciudad Real) , perdiendo la final frente al San José de Sevilla. En las dos siguientes temporadas (1977/78 y 1978/79) el club se proclama campeón provincial, participando en los sectores de Málaga y Albacete, alzándose con el triunfo en este último consiguiendo el derecho a participar en la fase de Segunda Nacional de ascenso a Primera.
En la 1979/80 vuelve a proclamarse campeón provincial, y debido a su buena clasificación obtenida en la fase anterior, no fue necesario jugar la fase de sector, participando directamente en la fase de Segunda Nacional de ascenso a Primera.
Fue en la temporada 1980/81 cuando se crea con carácter permanente la Segunda División Nacional de Balonmano, en la que el Club queda enmarcado en el grupo sur, proclamándose campeón de su grupo y participando en la fase final de ascenso a Primera. En esta fase celebrada en Getafe (Madrid) se proclamaría campeón de España, venciendo en la final al Balonmano Premiá. Junto a este se encontraban luchando por el campeonato de España el BMW Galdar de Canarias, La Salle de Madrid, el Karhu de Santander, el Petrel de Alicante y Maristas de Málaga.
Esa temporada fue galardonado con el Diploma al Mérito Deportivo otorgado por el Consejo Superior de Deportes.
A lo largo de cuatro temporadas, se mantuvo en la Primera División Nacional de Balonmano, con la estructura anterior de una única División de Honor y dos grupos (Norte y Sur) de la Primera División, quedando clasificado en cuarto lugar en la temporada 1982/83.
Fue en la temporada 1984/85 cuando se produjo el descenso a la Segunda División, coincidiendo con que el segundo equipo jugara la fase de ascenso a esa misma categoría.
Fueron doce años en Segunda División Nacional los que pasó el Club ARS manteniéndose entre los primeros puestos de esta categoría. Tras dos intentos fallidos en el sector de ascenso en la temporada 1989/90 en Azuqueca de Henares (Guadalajara)  y en la temporada 1996/97 en Valladolid, habiendo quedando campeón de Andalucía y tras producirse la reestructuración de la Primera División Nacional se consigue que el Club vuelva a jugar en esta categoría.
Desde la temporada 1997/98, donde el club fue galardonado con la Placa al Mérito Deportivo de la Real Federación Española de Balonmano, el club siempre se ha mantenido en esta Primera División, ocupando puestos de la mitad/alta de la tabla clasificatoria, consiguiéndose en las temporadas 2003/04 y 2004/05 la tercera plaza y siempre con opciones de jugar la fase de ascenso.
En la temporada 2005/06, concluyó segundo del grupo D y con la opción de jugar la Fase de Ascenso a la División de Honor B. En esta fase quedó encuadrado con Balonmano Portadeza-Lalín de Pontevedra, Anaitasuna de Pamplona y el Sant Martí-Adrianenc de Barcelona.
En la primera fase pierde únicamente con Anaitasuna, pasando a la segunda fase que se juega en Pamplona contra (además del anfitrión) el F. C. Barcelona y Bm. Almoradí de Alicante. A pesar de empatar con el F. C. Barcelona y ganar al Bm. Almoradí no consigue el ascenso directo, quedando terceros empatados a puntos con el segundo clasificado, el F. C. Barcelona, por una diferencia en el gol-average de tres goles.
Al quedar terceros de esta fase, le da derecho a jugar una fase de promoción con el antepenúltimo clasificado de la División de Honor B, el Lacera Naranco de Oviedo. Tras vencer en el partido de ida en Palma y en el de vuelta en Oviedo el club consigue el ascenso a la División de Honor B de Balonmano.
Tras seis temporadas en la segunda categoría del balonmano nacional, habiendo disputado una fase de ascenso a ASOBAL en la temporada 2009/10, el 28 de abril de 2012 consigue ascender a la ASOBAL al derrotar en casa al Adelma Sinfin de Santander por 43-28.